# Brasilândia
Brasilândia là một đô thị thuộc bang Mato Grosso do Sul, Brasil. Đô thị này có diện tích 5806,892 km², dân số năm 2007 là 12154 người, mật độ 2,09 người/km².